# Frowein & Co.
Die Frowein & Co. war eine Band- und Breitweberei in Elberfeld, Friedrich-Ebert-Straße 154 und zuvor ab 1899 in der Uellendahler Straße 70–72. Elberfeld ist seit dem 1. August 1929 ein Stadtteil von Wuppertal.
Sie wurde 1763 als Kontor für leinene und wollene Bänder und Litzen gegründet. Um 1900 wurde die Bandweberei zunehmend von der Heimarbeit in die Fabrik verlagert. Deshalb baute Frowein & Co. 1899 ein neues Fabrikgebäude an der Uellendahler Straße. Bis 1995 dienten die Gebäude an der Uellendahler Straße der Textilproduktion. Die Frowein & Co. GmbH webte und färbte bis 2004 am Standort Friedrich-Ebert-Straße.

## Geschichte

### Bleicherei Jaspar, Johannes, Peter Johann Frowein (1., 2. und 3. Generation in Elberfeld)

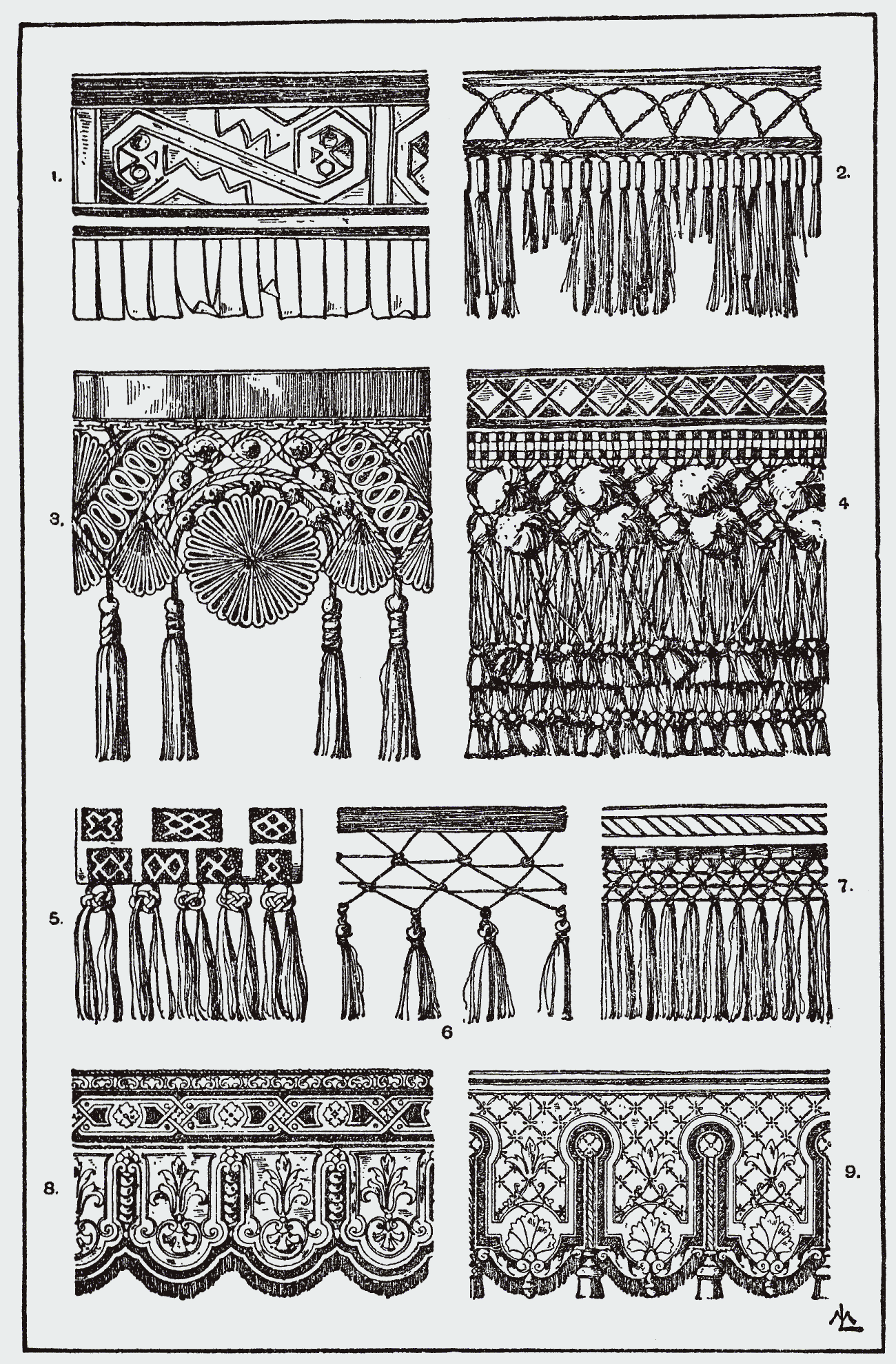
Posament

Hermann Frowein war in Lennep in der Tuchmacherei und im Tuchhandel tätig. Dessen Sohn Jaspar (Caspar) Frowein (1. Generation in Elberfeld; * um 1575 in Lennep; † 9. November 1631 in Elberfeld) zog nach Elberfeld und heiratete dort im Jahr 1601 die Tochter Gertrud (* um 1585 in Barmen; † November 1665 in Elberfeld) des Elberfelder Kaufmanns, Garn-Bleichers, Schöffen und Gutsbesitzers Jasper Rittershaus (* um 1560 in Barmen; † November 1631 in Elberfeld). Für die Familie erbaute er 1603 ein Haus auf einem der Regierung abgekauften Platz der Burgfreiheit.
Jasper Frowein wurde bereits 1610 einer der vier Vorsteher der Garnnahrung, 1617 auch Bürgermeister von Elberfeld. Er hatte zwölf Kinder. Maria (1602–1646), Caspar (1604–1668), Johannes (1608–1674), Ursula (1644–1683), Anna Maria (1646–1714), Anna (1613–1665) und Engelbert (1616–1667) wurden älter als 15 Jahre. Der älteste Sohn, Caspar, zog nach Schwelm und der jüngste, Engelbert, nach Köln.
Der mittlere Sohn, Johannes Frowein (2. Generation; * Januar 1608 in Elberfeld; † Juni 1674 ebenda), erbte das Stammhaus in Elberfeld sowie von der Mutter einen Teil des in Barmen gelegenen Rittershausschen Hofes. Er betrieb ab 1636 auf dem Unterbarmer Hof Zur Furt eine Garnbleicherei und handelte mit Erzeugnissen aus Leinengarn. Dies blieb im Wesentlichen auch für die folgenden Generationen das Geschäft seines Sohnes Johann Peter Frowein (3. Generation; * 25. Dezember 1670 in Barmen; † November 1725 in Elberfeld) und des Enkels Johann Kaspar Frowein (4. Generation; * September 1700 in Elberfeld; † Juli 1743 in Barmen). Sie waren kleinere Landwirte und Bleicher auf dem Besitz „vor dem Brögel“ in Unterbarmen.

### Bandweberei Abraham Frowein (ab 1763)
Aufgrund der Entwicklung der Mode war der Bedarf an Bändern, Litzen und Besatzartikeln kräftig gestiegen. Kaufleute gingen daher dazu über, fertig veredelte Garne von Garnhändlern zu kaufen, auf eigene Rechnung verweben zu lassen und als Bänder, Litzen und Posamente an die Abnehmer zu verkaufen.
Abraham Frowein (5. Generation; * 23. Oktober 1734 in Barmen; † 18. April 1813 in Elberfeld), Sohn von Johann Kaspar Frowein (4. Generation; 1700–1743), gründete nach einer kaufmännischen Lehre in der Garnhandlung der Gebrüder Cappel, 1763 die eigene Firma Abraham Frowein für leinene und wollene Bänder und Litzen. Sein Kontor hatte er an der Klotzbahn 54. Die Hochzeit 1772 mit einer Tochter aus der angesehenen Kaufmannsfamilie von Carnap beförderte sicher den Erfolg der Firma, deren Kunden in den ersten Jahren vornehmlich in Elberfeld und den umgebenden Orten wohnten.

### Abr. & Gebr. Frowein(ca. ab 1775)

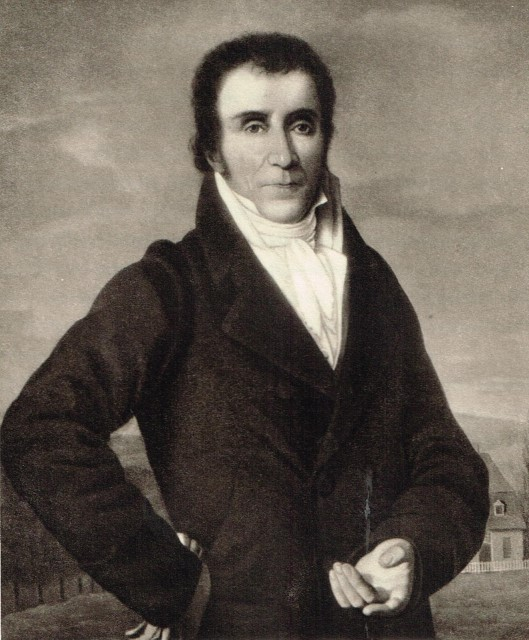
Abraham Frowein (1766–1829)

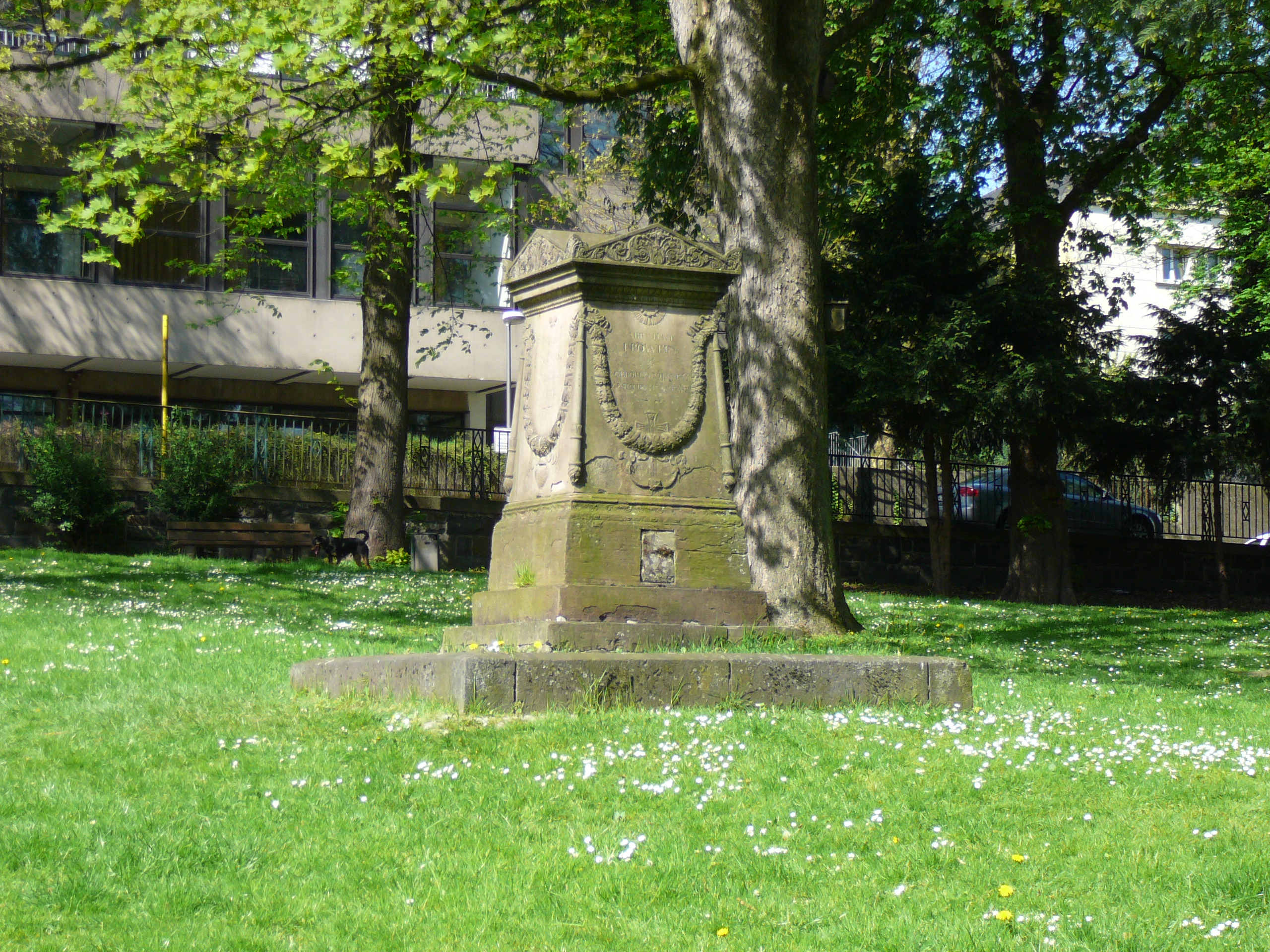
Grabstätte Abraham Frowein (1766–1829), Else-Lasker-Schüler-Str.

Schon 1776 waren die direkten Absatzquellen der Bänder und Litzen, abgesehen von Deutschland und den Niederlanden, in Frankreich, Italien, Spanien, Portugal und Russland, 1790 wurden die ersten Sendungen nach Nordamerika verschifft.
Da das einzige Kind der Eheleute bereits im Kindesalter starb, nahm Abraham Frowein (5. Generation) seine Neffen Kaspar (Caspar) Abraham Frowein ((6. Generation; * 30. April 1759 in Elberfeld; † 11. Mai 1823 ebenda) und Abraham Frowein (6. Generation; * 29. Januar 1766 in Barmen; † 16. März 1829 in Elberfeld)) erst als Lehrlinge und ab 12. Juli 1787 als Teilhaber ins Geschäft. Die Firma nannte sich seitdem Abraham & Gebrüder Frowein (Abr. & Gebr. Frowein).
Kaspar A. Frowein blieb unverheiratet und kinderlos. Neffe Abraham (6. Generation) heiratete am 31. Juli 1794 Charlotte (Luisa) Luise Weber (* 30. September 1770 in Elberfeld; † 27. Dezember 1833 ebenda), eine gute Partie, entstammte sie doch den alteingesessenen Elberfelder Kaufmannsfamilien Weber und Cappel. Aus Mitgift und Erbschaft gelangte er so in den Besitz bedeutender Mittel und dreier Wohnhäuser am Neuen Weg und am Wall. Hier am Wall wohnte nun die Familie Frowein mit schließlich elf Kindern.

#### Napoleonische Zeit (1806–1813)
Die napoleonische Zeit brachte dem Handel mancherlei Wandel. Zunächst brachte der Niedergang der französischen Manufakturen den Bergischen einen großen Aufschwung. Die Kontinentalsperre von 1806 schnürte dann aber diesen Markt bald mehr und mehr ab, Handel und Produktion litten große Not und damit auch das ganze Land. Das Ende Napoleons wurde zwar als große Erlösung empfunden, jedoch waren damit die wirtschaftlichen Schwierigkeiten nicht vorbei. Die früher im Tal starke Baumwollindustrie war wegen der hohen Löhne in billigere Regionen gezogen (Mönchengladbach, Sachsen, Vogtland). Englische Händler hatten die amerikanischen und indischen Märkte übernommen und überschwemmten nun auch den Kontinent mit billigen Baumwollwaren. Viele deutsche Baumwollspinnereien und Handelshäuser mussten aufgeben. Auch bei Abr. & Gebr. Frowein war das Auslandsgeschäft zusammengebrochen, dafür wurden aber auch schnell wieder neue Geschäftsbeziehungen ins europäische Ausland geknüpft, wo nach wie vor Bänder und Litzen verlangt wurden.

#### Appretur Dünnbiers-Gasse (heute Neumarktstraße) (ab 1813)
Als der Firmengründer Abraham Frowein (5. Generation) 1813 im Alter von 79 Jahren starb, setzten es dessen beide Neffen Abraham (6. Generation) und Kaspar (6. Generation) fort. Die Familie war trotz der schlechten Zeiten wohlhabend geworden, sodass die beträchtliche Summe von fast 75.000 Talern für Legate und Abfindungen ausgezahlt werden konnte, ohne dass das für die Firma notwendige Kapital nennenswert berührt wurde. Wenige Jahre später 1816 konnte das Geschäftsgrundstück durch den Kauf angrenzender Grundstücke bis zur damaligen Dünnbiers-Gasse (heute Neumarktstraße) wesentlich erweitert wurden. 1818 errichteten die beiden Neffen Abraham (6. Generation) und Kaspar (6. Generation) hier als ihr Wohnhaus ein dreistöckiges bergisches Schieferhaus im Empirestil. Zugleich erbauten sie im Garten hinter dem benachbarten Stammhaus ein Fabrikgebäude für die Appretur ihrer Bänder, in dem 1825 von der Firma Harkort aus Wetter (Ruhr) eine mit Steinkohlen betriebene Dampfmaschine mit einer Leistung von drei PS aufgestellt wurde.

#### Seiden- und Halbseidenbänder Weberei (ab 1829)
1829 starb Abraham Frowein (6. Generation). Der gesamte Nachlass wurde auf 465.500 Taler bewertet, darin die Geschäftseinlage von 288.026 Talern. Zum Nachlass gehörten vier Häuser am Neumarkt mit den dahinter liegenden Fabrikgebäuden sowie einige weitere Grundstücke in Elberfeld und einige Weinberge am Rhein. Drei seiner fünf Söhne übernahmen als Teilhaber das Geschäft. Sie heirateten wie ihre Schwestern Töchter bzw. Söhne aus Kaufmannsfamilien.
Abraham Frowein (7. Generation; * 15. Juli 1797 in Elberfeld; † 15. Mai 1848 ebenda) heiratete am 7. Juni 1820 Eleonore Wilhelmine von Carnap (* 18. Januar 1801 in Elberfeld; † 5. August 1861 in Mainz) (ohne Kinder); August Frowein (7. Generation; * 10. Oktober 1805 in Elberfeld; † 25. März 1850 ebenda) heiratete am 23. September 1837 Thekla Boeddinghaus (* 6. Juli 1819 in Elberfeld; † 7. August 1897 ebenda, Teilhaber 1850–1864, 4 Kinder) und Louis (Ludwig der Ältere) Frowein (7. Generation; * 19. Februar 1808 in Elberfeld; † 29. März 1882 ebenda, Teilhaber ab 1. September 1832) ehelichte am 18. September 1832 Julie von der Heydt (* 27. Januar 1810 in Elberfeld; † 28. Juli 1884 ebenda), (7 Kinder).
Um die Mitte des 19. Jahrhunderts wurden zudem die bisherigen Baumwollbänder zunehmend durch Seiden- und Halbseidenbänder abgelöst, von denen die Mode Unmengen für Kleider und Hüte verlangte.
Die Geschäftsbeziehungen mit Kunden in Süd- und Nordamerika sowie der Karibik (seinerzeit noch Westindien genannt) erhielten in den folgenden Jahren eine wachsende Bedeutung. In den 1820er Jahren wurde die Fabrikation auf die in überseeischen Plätzen beliebten seidenen, halbseidenen und wollenen Bänder, Litzen, Kordeln und Besatzartikel ausgedehnt.
Zwar beruhte das Geschäft immer noch weitgehend auf der Arbeit von Hausbandwirkern. Jedoch stieg die Arbeitsausbeute durch Aufstellung von breiteren Bandstühlen und Litzenmaschinen bei Frowein. Frowein produzierte und lieferte. 1854 wurde eine neue, stärkere Dampfmaschine aufgestellt mit der Auflage der Aufsichtsbehörde, bei auftretenden Beschwerden der Nachbarn den Schornstein auf 60 Fuß (18,3 m) zu erhöhen, denn die Bebauung im Umfeld war inzwischen wesentlich ausgeweitet worden.

#### Neubau am Neumarkt (1869)
1869 wurde das alte Stammhaus am Neumarkt 1 abgerissen und durch einen 5-geschossigen Hochbau ersetzt. Das benachbarte Empirehaus wurde Geschäftshaus. Im Garten wurde ein neuer Shedbau errichtet für die Unterbringung von Bandstühlen, auf denen eine neue Produktion von schwarzen Taft, Faillé und Satinbändern gewebt wurde. Hier wurden nun an die 100 Bandstühle aufgestellt.

#### Louis Frowein der Ältere und Kinder (7. und 8. Generation) (ab 1848–1882)

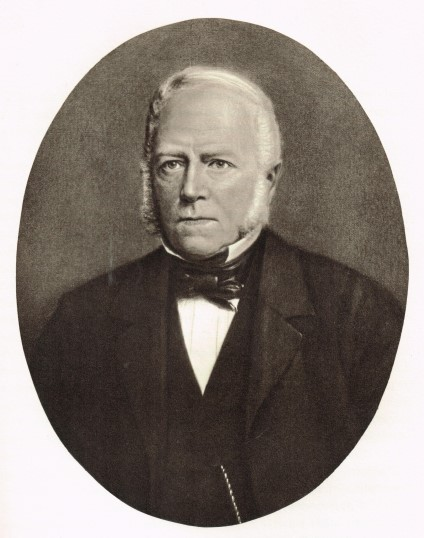
Louis Frowein (1808–1882)

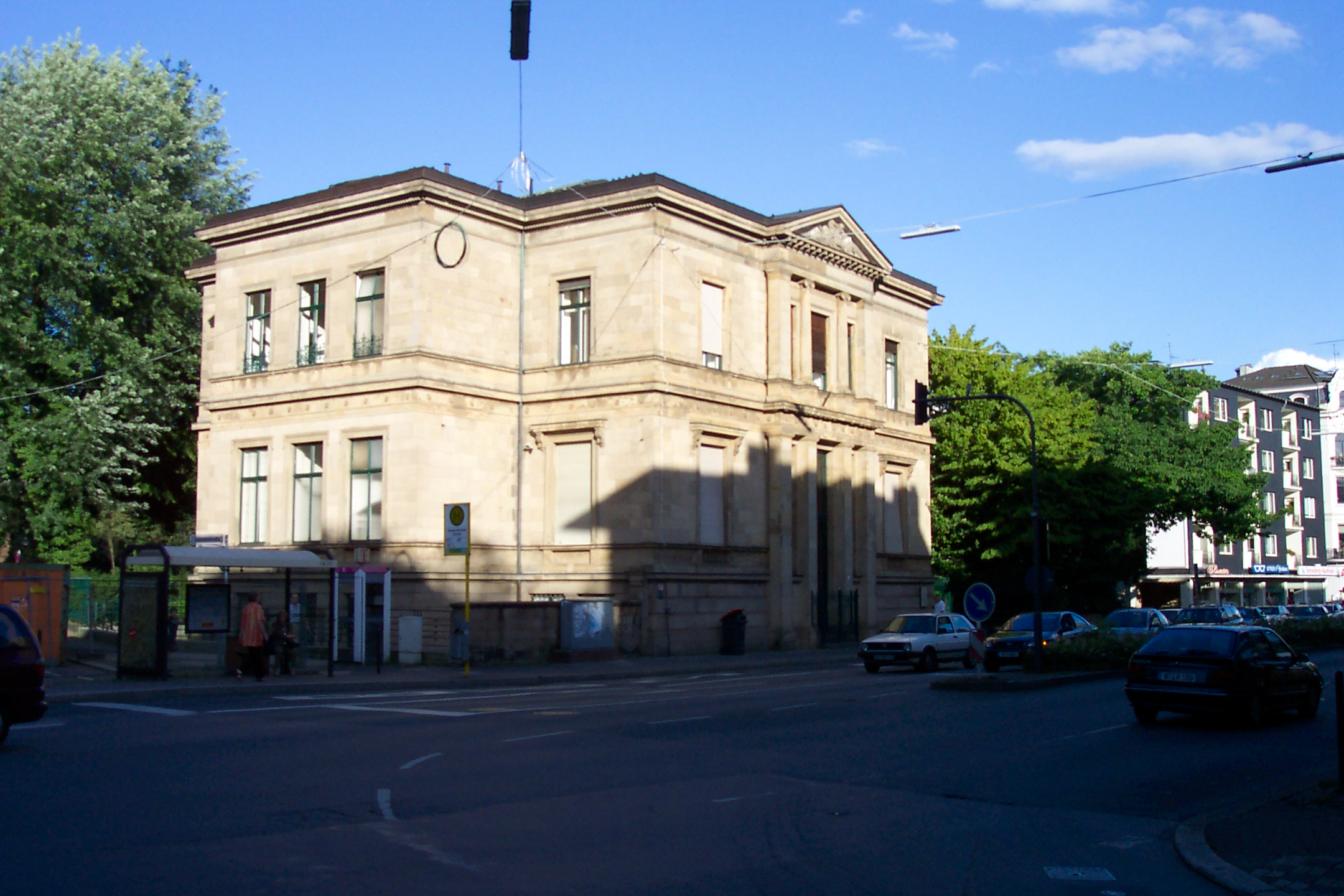
Villa Frowein, ehemals Bergische Musikschule (Wuppertal)

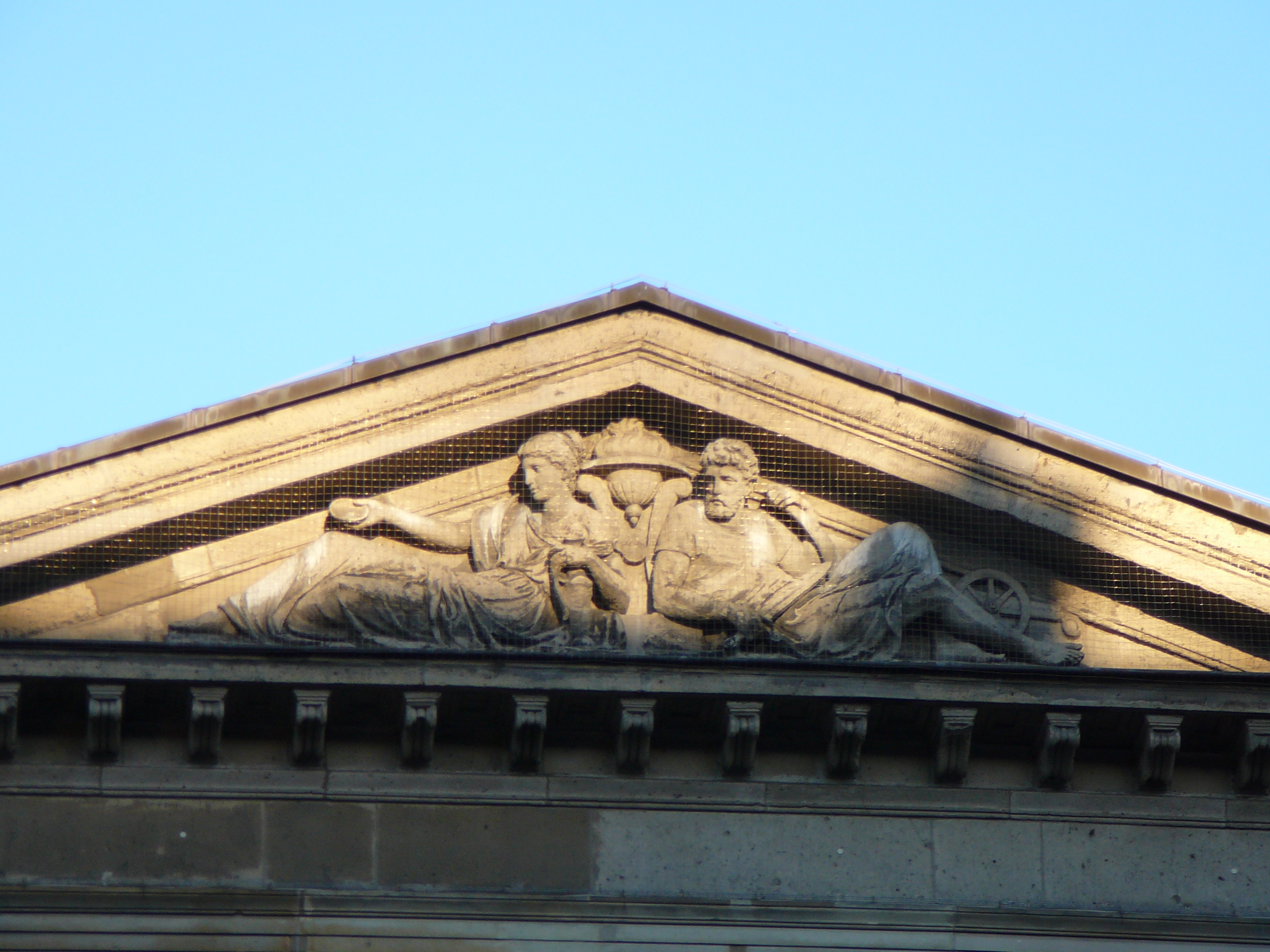
Villa Frowein, Briller Str. 2

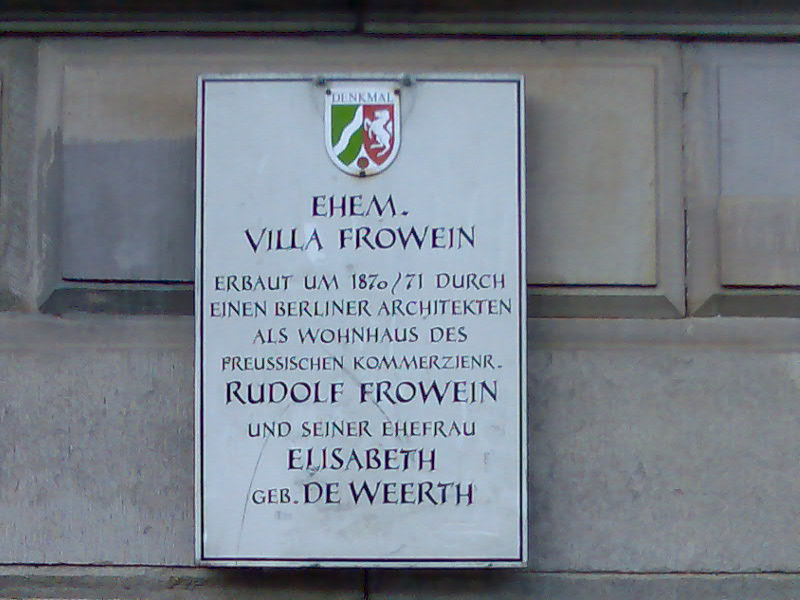
Tafel an Villa Frowein

Nach dem Tode seiner Brüder Abraham (7. Generation; 1797–1848) und August (7. Generation; 1805–1850) führte Louis (Ludwig) Frowein (7. Generation; 1808–1882) das Geschäft allein weiter.
Er nahm in den folgenden Jahren in der 8. Generation drei seiner Söhne: Ludwig (Louis der Jüngere) Frowein (* 9. Januar 1835 in Elberfeld; † 6. Juli 1906 ebenda, Teilhaber 1858–1877); Rudolf Frowein (* 7. April 1836 in Elberfeld; † 24. Januar 1918 ebenda, ab 1868 Teilhaber); Abraham Frowein (* 20. Februar 1847 in Elberfeld; † 26. August 1893 in Magglingen, ab 1875 Teilhaber) (von 7 Kindern) als Teilhaber auf, während die Nachkommen seiner beiden Brüder Abraham und August aus der Firma ausschieden. 1877 schied Ludwig (Louis der Jüngere) (1835–1906) aus der Firma aus, um seinem jüngsten Bruder Karl Frowein (8. Generation, * 31. Juli 1852 in Elberfeld; † 28. April 1928 in Lugano, Teilhaber 1877–1926) als Teilhaber Platz zu machen.
Louis Frowein der Ältere wurde wegen seiner Verdienste um das wirtschaftliche Leben der Stadt Elberfeld zum Königlichen Kommerzienrat ernannt.
Der Elberfelder Textilunternehmer und Teilhaber der Seidenweberei Frowein & Co. GmbH und preußische Kommerzienrat Rudolf Frowein (8. Generation) heiratete am 20. Juni 1861 Elisabeth De Weerth (* 26. April 1840 in Elberfeld; † 21. April 1927 ebenda, Teilhaberin 1918–1922, 6 Kinder). Rudolf Frowein war der Bauherr der spätklassizistischen Villa Frowein Elberfeld, Briller Straße 2.

#### Bandweberei Frowein und Stückfärberei Sehlbach (ab 1880)
In den 1880er Jahren entwickelte der preußische Kommerzienrat Rudolf Frowein zusammen mit der Färberei Sehlbach die Herstellung stückgefärbter Bänder. Das war gegenüber der Bandfärberei eine wesentliche Vereinfachung, da jetzt zuerst die Bänder gewebt und dann nach Bedarf gefärbt werden konnten. Damit erhöhte sich bei Frowein der Absatz von Bändern, die Zahl der eigenen Webstühle für die Bänderproduktion musste erheblich gesteigert werden. Dies war am Neumarkt nicht mehr möglich.

#### Umzug zur Bandweberei Uellendahler Straße und Aufgabe des Standorts Neumarkt (ab 1886)
Auf einem 1886 an der Uellendahler Straße von den Erben Johann Peter Wülfing und Fräulein Theodore Franke erworbenen Grundstück wurde daher ein Shed-Gebäude für den Fabrikationsbetrieb errichtet, in dem dann zeitweilig bis zu 500 Bandstühle liefen. Zunächst blieben am Neumarkt die Damenbandabteilung, der Kontor, die Wiegekammer, das Lager und die Aufmacherräume. 1900 wurden auch die übrigen Abteilungen und Kontore an die Uellendahler Straße in ein neu errichtetes Kontorgebäude verlagert.
Weil zusammen mit dem Rathausneubau am Neumarkt, der am 24. Oktober 1900 bei einem Besuch von Kaiser Wilhelm II. eingeweiht wurde, auch die Neumarktstraße auf 13 m verbreitert werden sollte, kaufte die Stadt zu diesem Zweck den gesamten Froweinschen Besitz auf. Die Eckhäuser und das Empirehaus wurden abgerissen. Auf den nicht für die Straße benötigten Grundstücksteilen ließ Leonhard Tietz vom Architekten Wilhelm Kreis seinen Elberfelder Kaufpalast errichten, der am 24. April 1912 eröffnet wurde.

#### Gebäude an der Uellendahler Straße

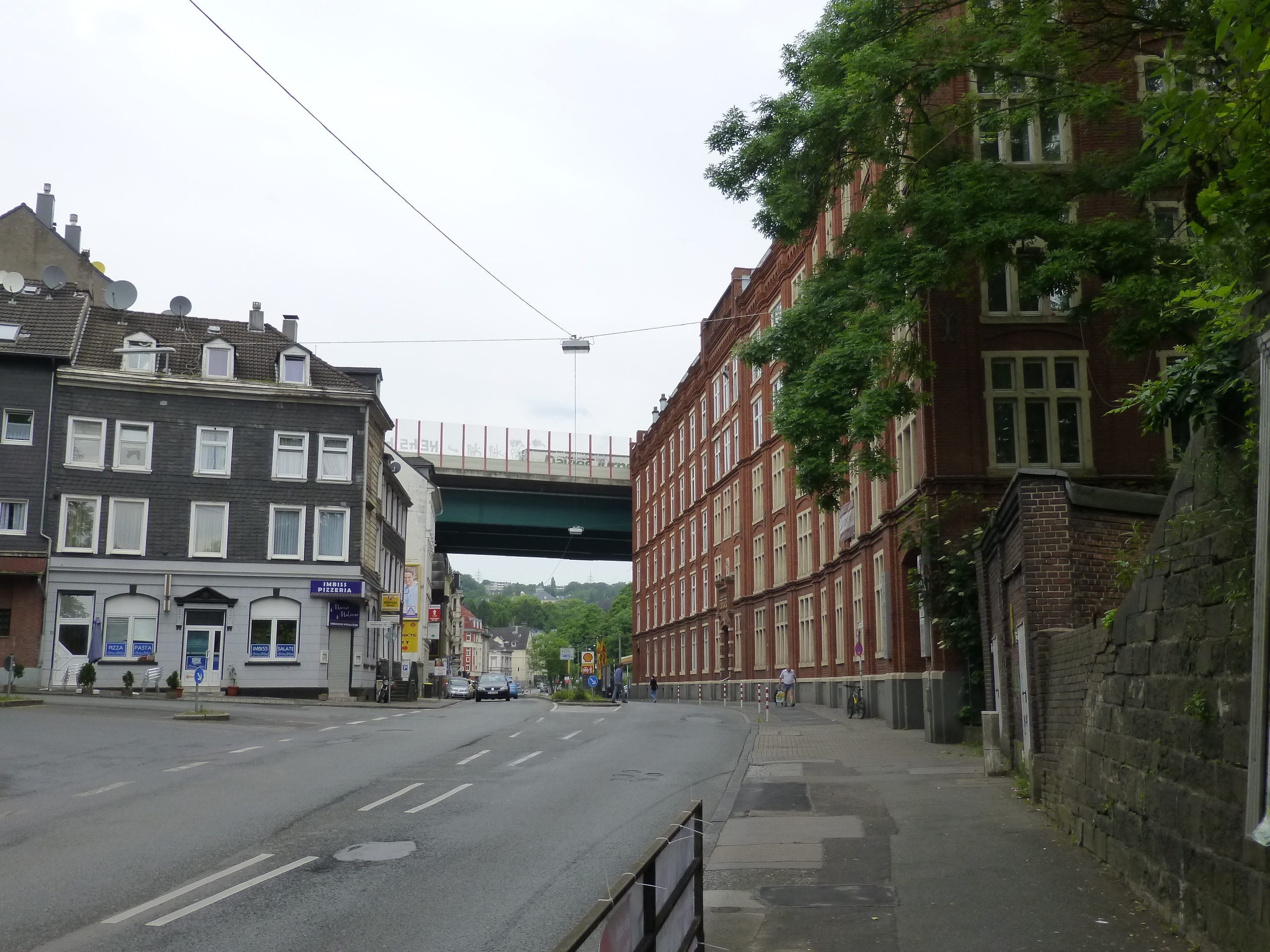
Wuppertal Uellendahler Straße 1

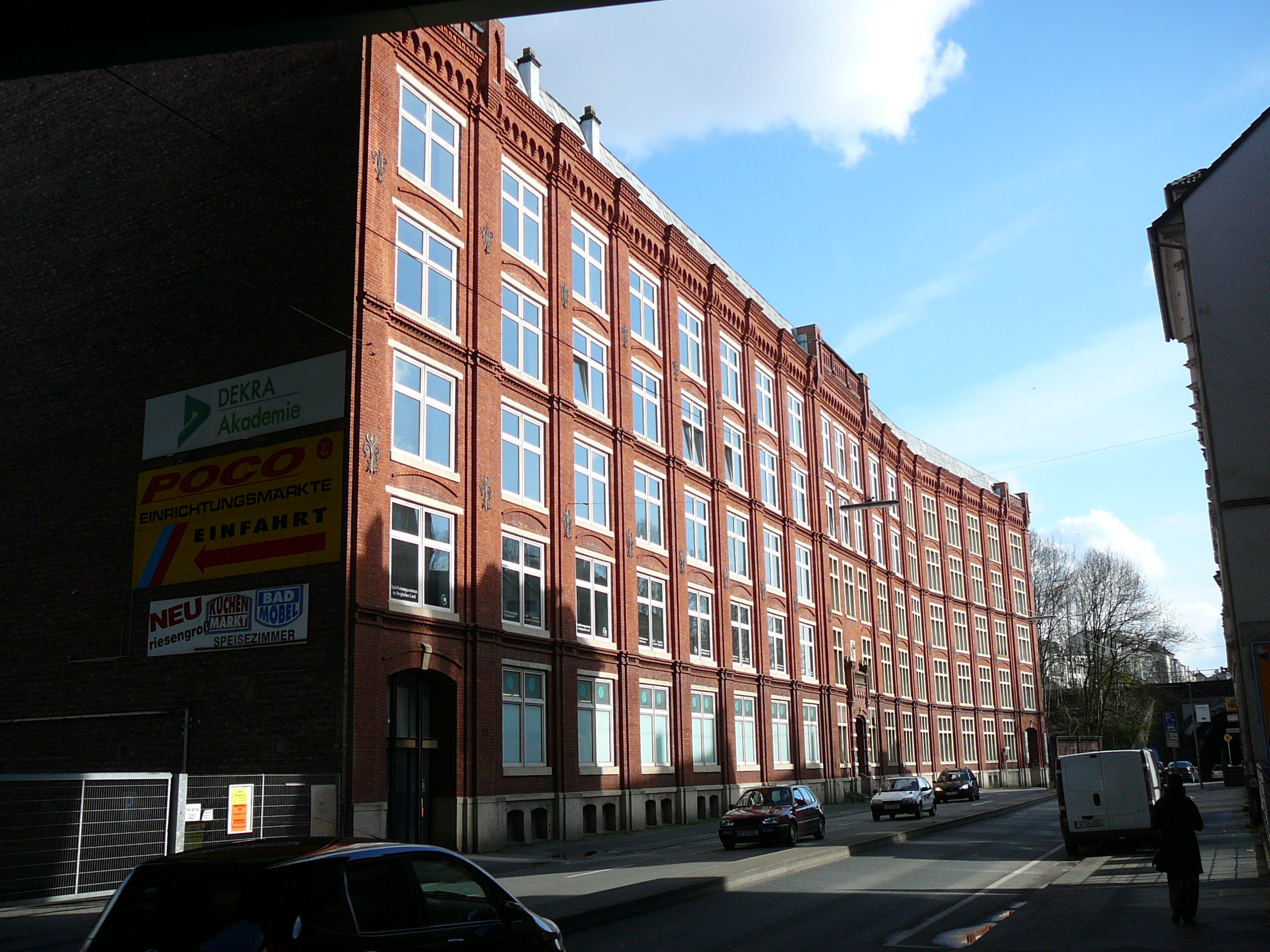
Wuppertal Uellendahler Straße 1

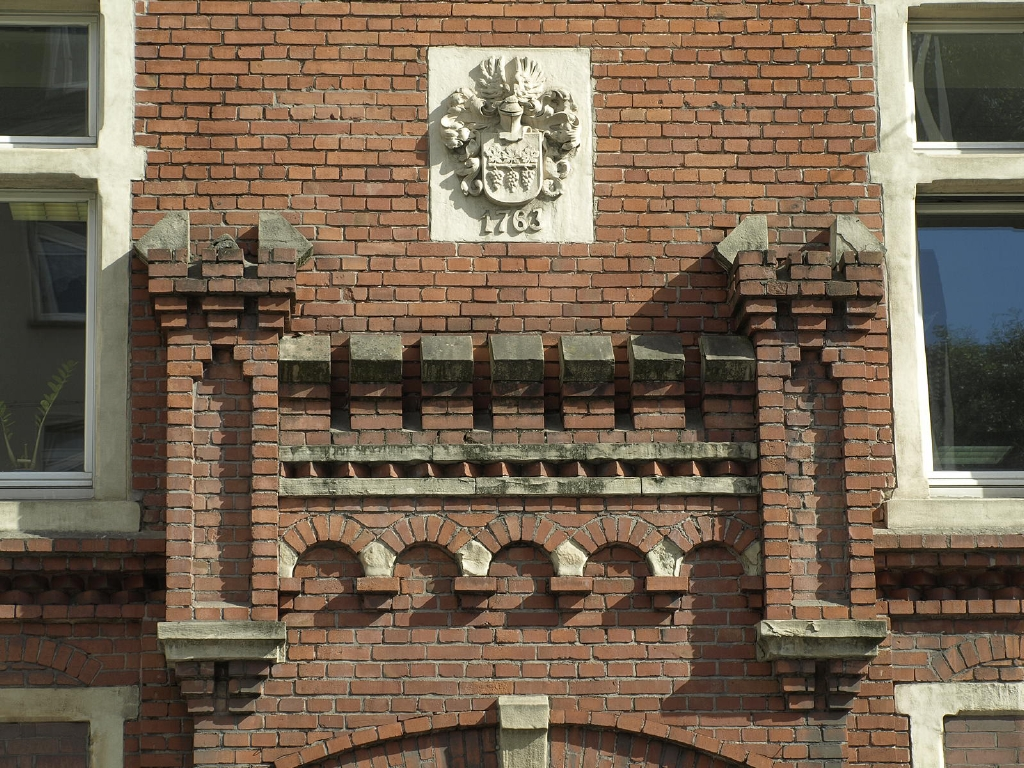
Uellendahler Straße 70 Wuppertal

Das Fabrikgebäude der Fa. Frowein & Co. AG wurde 1899 errichtet. Der Standort am Bahnhof Mirke war mit Bedacht gewählt. Sämtliche Rohstoffe und fertigen Waren hatten kurze Transportwege. Die Durchfahrt des Vorderhauses lag gleich gegenüber der Auffahrt zum Bahngelände.
Das Fabrikgebäude gehört zu den architektonisch bemerkenswerten Fabriken Wuppertals. Über dem Portal war das Gründungsjahr der Firma zu lesen: „1763“. Die Fassaden des Gebäudes sind in Backsteinmauerwerk ausgeführt und weisen eine strenge symmetrische Gliederung mit Betonung der Vertikalen durch profilierte Pfeiler und angedeutete Mittel- und Seitenrisalite auf. Senkrechte Pfeiler und Querbänder gliedern die Fassade und enden in einem kunstvollen Ziegelornament als krönendem Abschluss. Mit seinen 19 Fensterachsen, dem hervorgehobenen Mittelrisalit und seiner Lage an einer leichten Straßenbiegung bildet das Backsteingebäude den Blickpunkt des Straßenabschnittes. Die Straßenseite und die Giebel sind zusätzlich durch einen gemauerten Bogenfries der Attika, durchlaufenden Brüstungsgesimsen und den Fenstergewänden aus Sandstein gegliedert.
Kurz hinter dem Eisenbahnviadukt arbeitete nun die Firma Frowein an der Uellendahler Straße in neuen Räumen. Hier wurden zuletzt 500 Webstühle in drei Schichten betrieben. Wegen des hohen Gewichts der Webstühle brauchte man ebenerdige Räume. So wurde hinter dem fünfgeschossigen Frontgebäude das rückwärtige Gelände dicht mit Shed-Gebäuden bebaut.
Die Produktpalette umfasste Herrenhutbänder, Damenbänder verschiedenster Art, Litzen, Besatzartikel, Satin-Ottomane, Doppelsatin, Grosgrain, Faille und andere modische Artikel sowie leinene und baumwollene schmale Bänder. Besonders das Auslandsgeschäft florierte. Hutbänder waren in Amerika stark gefragt, Litzen wurden in großen Mengen nach Ostasien, insbesondere nach China geliefert.
Ein großer Teil der Produktion insbesondere der schmalen leinenen und baumwollenen Bänder erfolgte bis zum Zweiten Weltkrieg immer noch in Heimarbeit. Die Wirker wohnten hauptsächlich in Ronsdorf, Lüttringhausen, Barmen und Neviges. Der kleinere Teil stammte aus der Gegend von Wermelskirchen und Dabringhausen.

#### Werke in Tschechien und Österreich ab 1897
Im Jahre 1897 wurde in Dobruschka in Ostböhmen eine Herrenhutbandfabrik errichtet. Die Leitung übernahm Rudolf Frowein. Sie wurde 1911 mit der österreichischen Fabrik für Herrenhutbänder unter dem Namen Vereinigte Bandfabriken AG mit Sitz in Wien zusammengeschlossen. Aufsichtsrat der Vereinigte Bandfabriken AG in Wien wurde Abraham Frowein (1878–1957).

#### Erster Weltkrieg

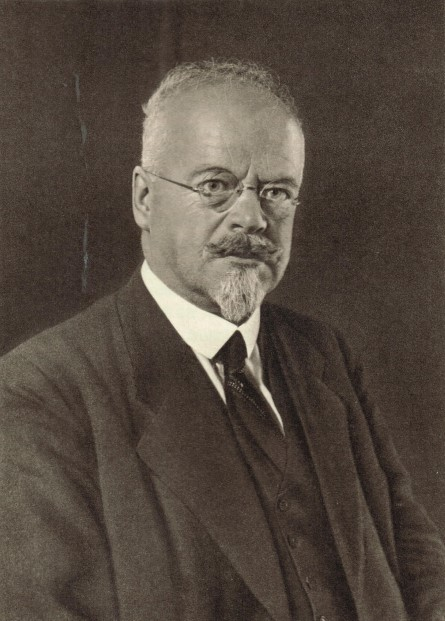
Abraham Frowein (1878–1957)

Im Ersten Weltkrieg musste die traditionelle Produktion mangels Rohstoffen bald eingestellt wurden. Als Kriegslieferung stellte die Firma kunstseidene Bänder her, die zu Kartusche-Beutel für die Artillerie verarbeitet wurden. Im Januar 1918 starb der Kommerzienrat Rudolf Frowein (8. Generation) im Alter von 82 Jahren. Inzwischen waren aber zwei seiner Söhne (Rudolf Ludwig Frowein (* 23. Juli 1866 in Elberfeld; † 5. September 1942 in Wuppertal, Teilhaber 1892–1926); Walter (Abraham) Frowein (* 28. März 1875 in Elberfeld; † 6. September 1955 in Wuppertal, Teilhaber ab 1. Januar 1901, 1927–1933 Vorstandsmitglied der Frowein & Co. AG)) und zwei Söhne seiner Brüder Abraham Frowein (* 19. September 1878 in Elberfeld; † 12. Juli 1957 in Wuppertal, Teilhaber 1904–1957) und Karl Frowein (* 26. August 1880 in Elberfeld; † 9. März 1933 in Wuppertal, Teilhaber 1906–1911) (9. Generation) als Teilhaber in der Firma tätig, so dass die Geschäfte nahtlos weitergeführt werden konnten.
In China gab es einen Trachtenwechsel, der Zopf wurde nicht mehr getragen und damit fiel der größte Teil der Artikel, die vor dem Kriege nach China geliefert wurden, fort.

### Firmenfusionen zur Elberfelder Textilwerke AG (ab 1920)
Nach dem Ersten Weltkrieg jedoch waren gerade im Auslandsgeschäft große Märkte verloren gegangen. Auch in Europa ließen veränderte Modevorstellungen den Absatz der Seidenbänder und Besatzartikel schrumpfen. Dieser Entwicklung wollten die Inhaber durch den Zusammenschluss zu größeren Unternehmenseinheiten begegnen. Am 23. Oktober 1920 schlossen sich die Abr. & Gebr. Frowein in Elberfeld in der Uellendahler Straße (Fabrikation von Bänder und Litzen) mit der Elberfelder Tuchfabrik Schlieper & Frowein in der Friedrich-Ebert-Str. 154 zu den Elberfelder Textilwerken AG in der Friedrich-Ebert-Str. 154 zusammen.
Ein Jahr später, am 1. Oktober 1921, wurde das Unternehmen durch die Aufnahme der Futterstofffirma Wilhelm Boeddinghaus & Co. (1866–1924) in Elberfeld in der Friedrich-Ebert-Str. 99–111, (ehemals Königstr. 125–131) und durch die Tuchfabrik Peter Schürmann & Schröder in Vogelsmühle bei Lennep erweitert und mit einem Kapital von 30 Millionen Reichsmark ausgestattet.
Kurt Frowein (* 28. September 1885 in Elberfeld; † 21. Januar 1966 in Hamburg), Sohn von Abraham Frowein (1847–1893), war von 1922 bis 1928 Teilhaber. Er heiratete am 30. Dezember 1908 (Anna) Lotte Schlieper (* 19. Dezember 1888 in Elberfeld; † 1985) (5 Kinder) In zweiter Ehe heiratete er am 5. Juli 1928 Marga (Leonore) Boeddinghaus (* 15. Februar 1903 in Elberfeld; † 1959) (ein Sohn).

#### Inflationszeit (1913 bis 1923)
In der Uellendahler Straße wurde auch eine Bankabteilung eingerichtet. Als die Geldentwertung unaufhaltsam voranschritt, und es nicht mehr möglich war mit den Unmengen an Papiergeld zu agieren, konnten die Beschäftigten ihren Bedarf an Stoffen mit Arbeitsstunden bezahlen.
Das neue Unternehmen Elberfelder Textilwaren AG (Etag) überstand die bis 1923 andauernde Inflationszeit gut. Danach zeigten sich aber bald Schwierigkeiten für die Entwicklung der verschiedenen Bereiche. Mitte der 1920er Jahre schied zunächst Peter Schürmann & Schröder wieder aus.
Von 1922 bis 1928 war Kurt Frowein (1885–1966) Teilhaber.

### Frowein & Co. AG (ab 1927)

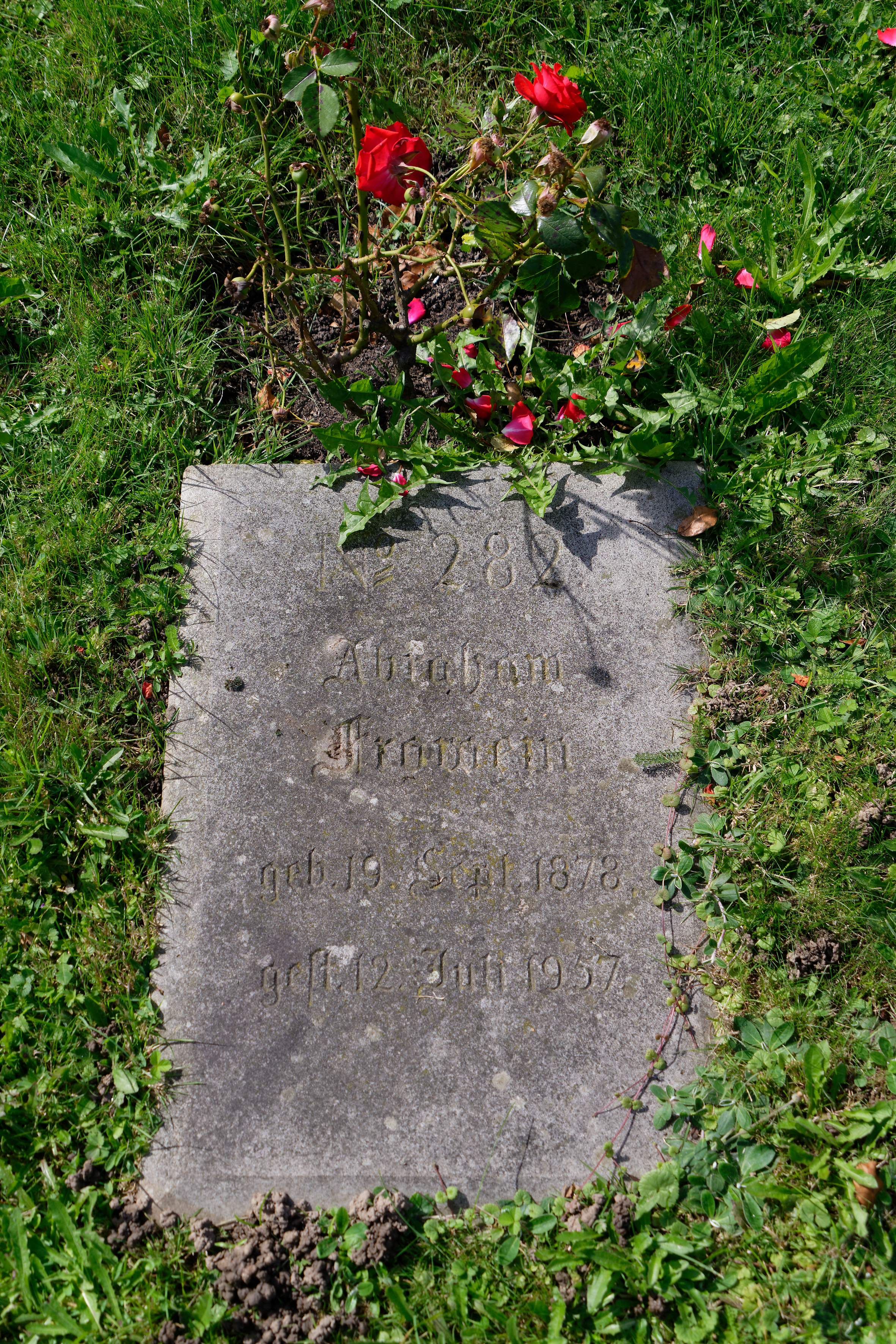
Grabstein Abraham Frowein (* 19. September 1878 in Elberfeld; † 12. Juli 1957 in Wuppertal), Friedhof Katernberger Straße

1927 wurde auch die ehemaligen Firma Abr. & Gebr. Frowein wieder aus der Elberfelder Textilwerke AG ausgegliedert. Sie wurde am 30. November 1927 als Frowein & Co. AG neu gegründet und nahm mit zuerst sechs Webstühlen die Produktion wieder auf. Treibende Kraft war Haralds Ehefrau Hildegard Bürhaus (1904–1949), die Tochter von Walter Bürhaus (1872–1922), der ehemals Leiter der Deutschen Bank in Berlin und später in Düsseldorf gewesen war. Der erste Schritt zur Herauslösung bestand in der Rücknahme der Abteilung Bänder, Kordeln, Litzen und Spitzen aus der Elberfelder Textilwerke AG.
Das Vermögen der Familie Frowein war in Krieg und Inflation so stark geschrumpft, dass sie nur einen Teil der Aktien des neuen Unternehmens übernehmen konnte. Die Mehrheit der Aktien blieb zunächst im Besitz der übrigen Eigentümer der Elberfelder Textilwerke AG. Den Vorstand übernahmen Walter (Abraham) Frowein (9. Generation; 1875–1955, verheiratet mit Elisabeth Lohmann (1880–1940)) und sein Sohn (Walter) Harald sen. Frowein (10. Generation; * 3. August 1900 in Elberfeld; † 29. Oktober 1978 in Wuppertal, Teilhaber 1927–1972, ab 1927 Vorstandsmitglied).
Abraham Frowein (9. Generation; * 19. September 1878 in Elberfeld; † 12. Juli 1957 in Wuppertal) wurde Aufsichtsratsvorsitzender und blieb bis zu seinem Lebensende in dieser Funktion. Er war auch vor und nach dem Zweiten Weltkrieg in wirtschaftlichen und gesellschaftlichen Institutionen sehr aktiv, vom Ratsmitglied bis zum Mitglied der „Bekennenden Kirche“. So war er Vorsitzender des „Vereins deutscher Seidenwebereien, Krefeld“ und des „Verbandes der Seidenbandindustrie Deutschlands e. V., Barmen“. Anfang Aug. 1929 legte er aber den Vorsitz in den Spitzenverbänden der Seidenindustrie nieder und trat in den Aufsichtsrat des neuen großen Kunstseidenkonzerns ein. Er war Gründer und Stellv. Vorsitzender des „Reichsverbandes der deutschen Industrie in Berlin“, als Vorstandsmitglied der „Vereinigung der deutschen Arbeitgeberverbände“, als Präsident der „Internationalen Handelskammer“ wie auch ihrer „, Deutschen Handelskammer (IHK)“. Seit Bestehen des Vorläufigen Reichswirtschaftsrates war er auch dessen Mitglied und schließlich, nach 1945, als Vorsitzender des „Deutschen Wirtschaftsbeirats“, mit dem Sitz in Minden. Außerdem war er Vorstandsmitglied der Deutschen Arbeitgeberverbände, Hauptmitglied des Handelsstatistischen Beirates des Statistischen Reichsamtes, Mitglied des Verwaltungsrates der Zweigstellen.
Das Unternehmen Frowein arbeitete in Lohnfertigung für die Barmer Firma „J. P. Bemberg“, hauptsächlich für deren Werk in Augsburg.
Neben der Herstellung von Bändern nahmen sie die Fabrikation von Damenkleiderstoffen aus Kunstseide auf. Sie erschienen mit Stoffen aus „Crêpe de Chine“, „Crêpes Satin“ und dem neuen kunstseidenen Stoff „Bemberg Crêpe Georgette“ und die „Bemberg Lavabel“ auf dem Markt. Die Ware wurde roh, unigefärbt und auch handbemalt oder bedruckt verkauft. Die Färberei „Schlieper & Laag“ färbte im Auftrag von Frowein & Co.
Zwar wurden zunächst weitgehend die Bänder- und Litzen-Artikel der früheren Firma weitergeführt, wegen der stockenden Absätze aber verstärkt neue Kleiderstoffe aus Seide und dann auch Kunstseide in die Produktion aufgenommen. Diese schlugen so gut ein, dass der Betrieb mit neuen Webstühlen schnell ausgebaut werden konnte. Sie überstand auch die Jahre der Weltwirtschaftskrise (1920–1930) ohne große Einbrüche.

#### Aufschwung (in den 1930er Jahren)
Der Aufschwung setzte sich in den 1930er Jahren verstärkt fort, auch das Auslandsgeschäft wurde wieder aufgebaut. Dabei erhielt die Stoffproduktion einen wachsenden Anteil am Firmenergebnis, während die Bänder und Litzen wegen fehlender Anstöße aus der Mode einen immer geringeren Anteil erreichten. Bis 1930 stieg die Anzahl der Webstühle auf 140, und 1937 wurde an 600 Webstühlen Tag und Nacht gearbeitet. Gleichzeitig stieg die Mitarbeiterzahl von 388 im Jahre 1931 auf 682 im Jahre 1932.
Bereits 1930 konnten dann auch die restlichen Aktien von der Familie Frowein zurückgekauft werden, so dass die Firma wieder ein reines Familienunternehmen war. Auch traten jüngere Familienmitglieder (10. Generation) in das Unternehmen ein.

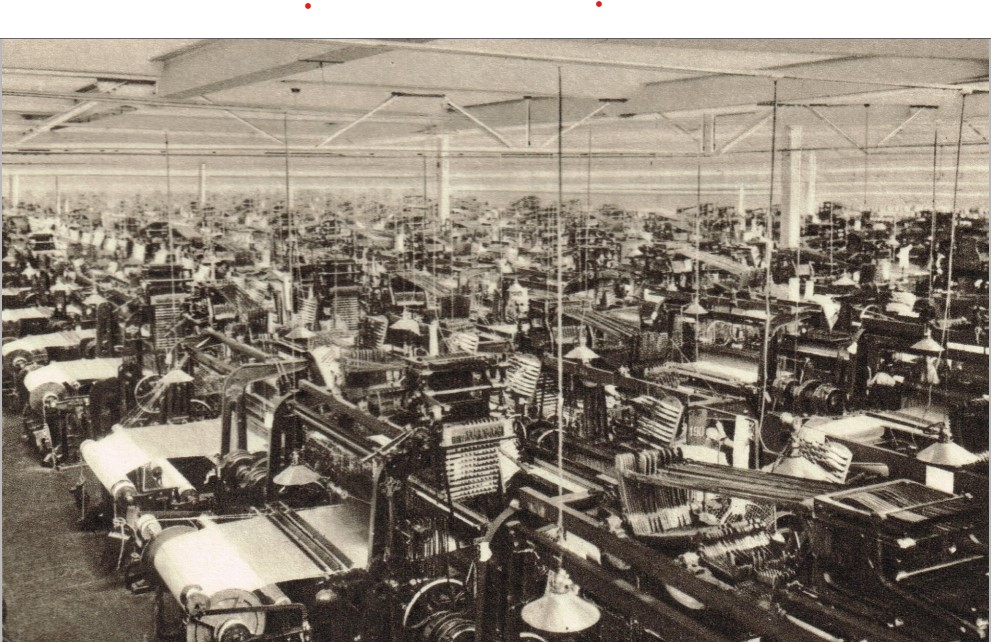
Websaal im Werk Wassenberg

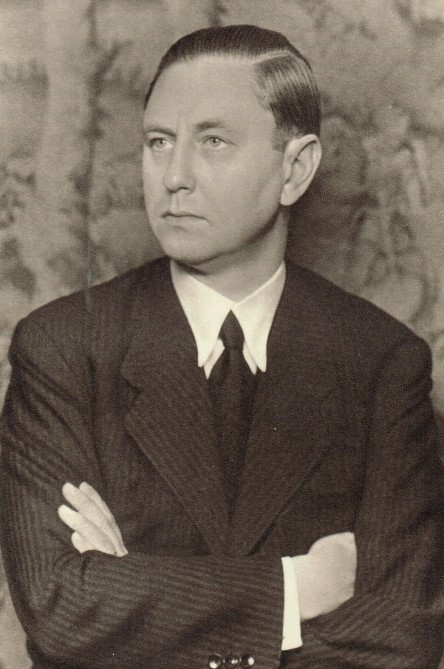
Rolf Frowein (1903–1991)

Die guten Beziehungen zur Leonhard Tietz AG (ab 1933 Westdeutsche Kaufhof-AG, später Galeria Kaufhof) und dem Wertheim-Konzern erforderten Kapazitätserweiterungen sowohl in räumlicher als auch in technischer Hinsicht. 1932 wurde die Seidenweberei Wassenberg an der niederländischen Grenze übernommen.
1933 wechselte Abraham Frowein (1878–1957) in den Aufsichtsrat. Dies war eine Gelegenheit, dass (Walter) Harald sen. seinen Bruder Rolf (Adelbert) Frowein (10. Generation¸* 16. Februar 1903 in Elberfeld; † 10. Januar 1991 in Wuppertal, Teilhaber 1933–1972) in die Geschäftsführung aufnahm. Er übernahm einen Vorstandsposten und die Geschäftsführung der Firma in Wassenberg.
Im Jahre 1936 wurde die Walther & Lebrecht Stein AG in Osterath (heute ein Stadtteil von Meerbusch) übernommen.
Am 1. Januar 1937 wurde auch Gert (Gerhard) Frowein (10. Generation; * 27. April 1907; † 26. Dezember 1952), Cousin von (Walter) Harald sen., als stellvertretendes Vorstandsmitglied berufen. Er übernahm die Leitung der Seidenweberei in Osterath.
In den dreißiger Jahren stieg die Zahl der Webstühle von ursprünglich 6 im Jahr 1927 auf 140 im Jahr 1930, 330 im Jahr 1932 auf über 600 im Jahr 1937. Entsprechend stieg auch die Zahl der Mitarbeiter von 312 im Jahr 1928 auf 682 im Jahr 1932 und auf über 1.100 im Jahr 1937.

#### Zweiter Weltkrieg
Die Kriegsjahre bedeuteten die Umstellung auf sogenannte kriegswichtige Güter, wie z. B. Stoffe aus reiner Seide, die für die Fallschirmproduktion verwendet wurden.
Die Stadt Wuppertal erlitt im Krieg schwere Zerstörungen. Britische Luftangriffe auf Barmen und Elberfeld im Mai und Juni 1943 verwüsteten große Teile des Stadtgebiets mit anschließenden Flächenbränden. Dabei wurde auch das alte fünfstöckige Hochhaus am Neumarkt 1, das die Firma Frowein von 1869 bis 1900 genutzt hatte, zerstört. Das Gebäude in der Uellendahler Straße blieb relativ unversehrt. Nach dem Einsetzen von neuen Fenstern, dem Reinigen und Instandsetzen der Maschinen konnte die Weberei wieder anfahren.

### Frowein & Co. KGaA
1943 wurde die Frowein & Co. AG in die Frowein & Co. KGaA umgewandelt.

#### Nachkriegszeit (ab 1945)
In der frühen Nachkriegszeit war es für die Frowein Co. KGaA von Vorteil, dass Abraham Frowein, mittlerweile 67-jährig, von der Britischen Militärregierung zum Leiter des Deutschen Wirtschaftsrats in der britischen Besatzungszone ernannt wurde.
Die Textilwirtschaft in Deutschland erlebte ab der Währungsreform 1948 einen enormen Aufschwung. Die Mangelwirtschaft der Kriegsjahre war beendet. Zunächst wurden aus Restbeständen der Fallschirmseide seidene Damenblusen gefertigt.
Nach dem Zweiten Weltkrieg war wieder ein Neuanfang notwendig mit neuer Technik und neuen Garnen. Aus Synthetik-Garnen wurden die neuen Kleiderstoffe und Bänder gewebt.
Nach dem frühen Tod seiner Frau 1949 ehelichte (Walter) Harald sen. 1951 Gertrud „Trautel“ Schreyögg (1907–2007). Sie war in erster Ehe mit August Mittelsten Scheid verheiratet gewesen, der das Wuppertaler Unternehmen Vorwerk (1904–1963) zur Blüte brachte.
(Walter) Harald sen. Frowein engagierte sich in den Organisationen der Textilindustrie. Er war stellvertretender Vorsitzender des Verbandes der Deutschen Seiden- und Samtindustrie Von 1964 bis 1970 war er zudem der Präsident der Industrie- und Handelskammer Wuppertal. 1967 wurde (Walter) Harald sen. das Große Bundesverdienstkreuz verliehen.

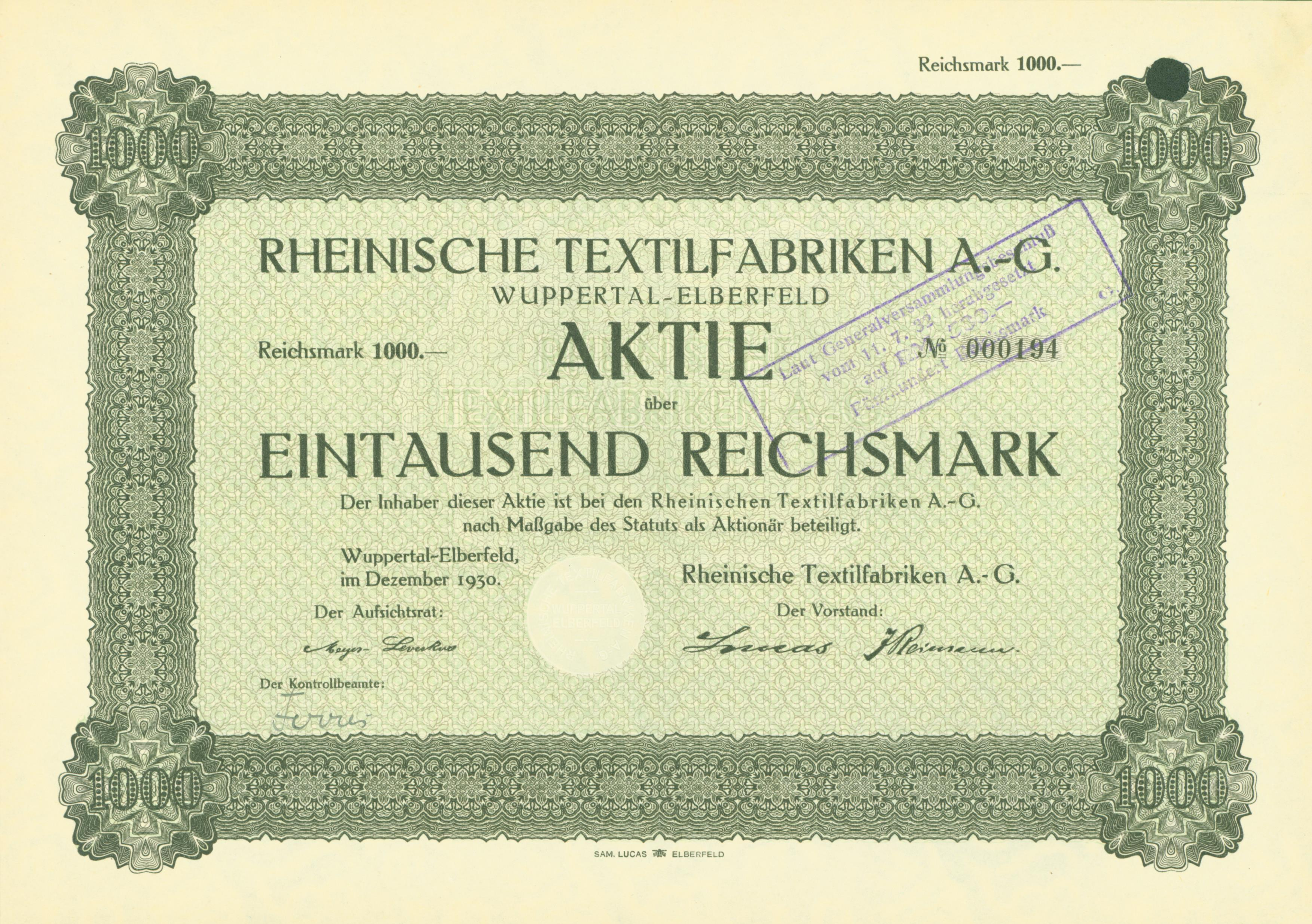
Aktie über 1000 RM der Rheinischen Textilfabriken AG vom Dezember 1930

Anfang der 1950er Jahre übernahm Frowein & Co. KG die Rheinischen Textilfabriken AG (ETAG, RTF) (gegründet 1910) mit Sitz in der Friedrich-Ebert-Straße 125–131. Die Rheinischen Textilfabriken AG („Frowein“) webten, färbten und ausrüsteten (appretierten) Futterstoffe. Das finanzkräftige Bandunternehmen erhielt so mit der Herstellung von Futter- und Kleiderstoffen und einer Färberei ein zweites wirtschaftliches Standbein und wurde so unabhängiger von Konjunkturschwankungen. Um 1970 wurde die gesamte Produktion des Unternehmens an der Friedrich-Ebert-Straße konzentriert.
Harald (Walter) jun., (11. Generation; * 14. April 1928 in Elberfeld; † 26. Juni 2016 in Ronco sopra Ascona) der älteste Sohn von (Walter) Harald sen., trat 1953 ins Unternehmen ein. Sein Cousin Peter (Kaspar) (11. Generation; * 29. September 1932 in Wuppertal-Elberfeld), der älteste Sohn Rolfs folgte 1959. Die Übergabe der Geschäftsführung an diese beiden und der Rückzug von Harald sen. und Rolf Frowein erfolgten 1965. Die beiden Senioren erfüllten im Rahmen von Beratervertragen danach noch Aufgaben im Unternehmen.
Harald (Walter) jun. als gelernter Bänker kümmerte sich hauptsächlich um die kaufmännische Seite. Ehrenamtlich engagierte sich Harald jun. im Vorstand des Verbandes der Deutschen Seiden- und Samtindustrie. Weiterhin war er, wie auch sein Vater Harald sen., lange Jahre im Aufsichtsrat der Kaufhof AG tätig.
Peter (Kaspar) kümmerte sich um das ursprüngliche Froweinsche Unternehmen an der Uellendahler Straße. Peter (Kaspar) hatte mit seinem Eintritt ins Unternehmen 1959 als kaufmännischer Angestellter die Leitung der Bandabteilung übernommen. Er baute die Breitweberei auf.
Peter (Kaspar) Frowein vertrat die bergische Wirtschaft und insbesondere die Textilindustrie bundes- und landesweit an führender Stelle. Er war ab 1964 stark im Arbeitgeberverband der rechtsrheinischen Textilindustrie engagiert. Von 1981 bis 1998 hatte er in diesem Verband den Vorsitz. 1971 wurde er Mitglied des Hauptausschusses, 1981 Mitglied des Vorstandsrates und 1985 stellvertretender Vorsitzender der Arbeitgeberverbände Wuppertal e. V. Als Vorsitzender des Verbandes der rechtsrheinischen Textilindustrie engagierte sich Peter (Kaspar) Frowein vor allem auf dem Gebiet der Sozial- und Tarifpolitik. Von 1983 bis 1993 war er Vizepräsident von Gesamttextil und von 1985 bis 1992 Mitglied des Präsidiums der Bundesvereinigung der Deutschen Arbeitgeberverbände. Für seinen vielfältigen ehrenamtlichen Einsatz wurde Peter Frowein 1997 mit dem Verdienstkreuz Erster Klasse ausgezeichnet.
Die Seidenweberei in Osterath wurde 1957 vollständig eingestellt. Die Webstühle wurden nach Wassenberg und die Jaquard-Webstühle nach Elberfeld verlagert.
Ein zusätzliches Standbein des Froweinschen Unternehmens war der Kauf der insolventen Stoffdruckerei Göcke & Sohn AG im Jahr 1968 im westfälischen Hohenlimburg. Harald jun. kümmerte sich um dieses neue Aufgabenfeld des Textildrucks. Textildruck setzte ganz andere Verfahren und Kenntnisse voraus als die Weberei oder das Färben von Stoffen. 1971 musste Göcke & Sohn endgültig Konkurs anmelden.
In diese Zeit fiel auch die Anwerbung von Gastarbeitern, die aufgrund eigener Anwerbeverträge in süd- und südosteuropäischen Ländern, besonders der Türkei, direkt angeworben wurden und nach Deutschland kamen. Viele diese Arbeiter blieben dem Unternehmen Frowein auch in zweiter und dritter Generation erhalten.
Die deutsche Textilindustrie war in den fünfziger Jahren noch einer der größten Arbeitgeber in Deutschland. Sie beschäftigte 1950 ca. 530.000 Menschen. Diese Zahl stieg bis 1955 auf über 625.000 an.
Durch die zunehmende Verlagerung der Herstellung gewebter und gewirkter Stoffe in arbeitskostengünstigere Länder, zunächst nach Südeuropa, dann nach Osteuropa und anschließend nach Asien, insbesondere nach China, schrumpfte ab 1957 die Bedeutung der Textilindustrie in Deutschland bis 1970 noch einigermaßen moderat, danach jedoch rapide.
Weil notwendige Sanierungs- und Modernisierungsmaßnahmen Umbauten des Gebäudes aus der Gründerzeit in der Uellendahler Straße nur unter großen denkmalschutzrechtlichen Auflagen durchgeführt werden konnten, verlegte das Unternehmen Frowein den Hauptfirmensitz in die Gebäude der Rheinischen Textilfabriken an der Friedrich-Ebert-Straße in Elberfeld. Das Gebäude an der Uellendahler Straße wurde verkauft. Nur die Bandabteilung produzierte noch bis 1995 am alten Standort und in den zurückgemieteten Räumen.
Breitband und Futterstoffe wurden ab diesem Zeitpunkt fast ausschließlich in Wassenberg gewebt.

### Frowein & Co. GmbH (ab 1976)
Aus der Frowein & Co. KGaA wurde 1976 die Frowein & Co. GmbH.
Seit 1976 firmierte das Unternehmen unter Frowein & Co. GmbH, war aber nach wie vor ein Familienunternehmen. Harald Frowein jun. war Mitinhaber. Insgesamt waren 1988 rund 350 Mitarbeiter in der Frowein-Textilgruppe beschäftigt.

#### Standort Wassenberg
Wassenberg war nach wie vor ein Produktionsstandort mit einer Seidenweberei für Futter- und Kleiderstoffe (1988: 150 Beschäftigte, Abriss 2003).

#### Standort Uellendahler Straße
An der Uellendahler Straße blieben die Bandproduktion und die Verwaltung, bis der alte Standort dort in den 1970er Jahren ganz aufgegeben wurde.

#### Standort Esposende in Portugal
Im Rahmen eines Joint-Venture mit der Mehler-Tochtergesellschaft „Lückenhaus Seidenstoffe GmbH & Co“ aus Wuppertal webte Lückenhaus für Frowein in ihrer Weberei in Esposende in Portugal Futter-, Damenoberbekleidung- (OB) und Dekostoff-Rohgewebe.
Im Zuge des Aufbaus der Produktion in Portugal wurden die Webmaschinen von Wassenberg dorthin transportiert und das Werk in Wassenberg wurde geschlossen und damit die letzte Frowein Futterstoff-Weberei.

#### Standort Friedrich-Ebert-Straße
In Deutschland blieben nur noch die Färberei und Appretur in der Friedrich-Ebert-Straße in Elberfeld und zunächst noch die Bandweberei in den zurückgemieteten Räumen an der Uellendahler Straße.

#### Umstrukturierung ab 1960
Der Bankkaufmann Berthold (Harald) Frowein (12. Generation, * 13. Oktober 1960), Sohn von Harald (Walter) Frowein, trat 1993 als Vertriebsleiter ins Unternehmen ein. Er wurde 1997 Geschäftsführer und ab 2001 alleiniger Gesellschafter.
Der Kostendruck erforderte erhebliche Umstrukturierung. Zur Senkung der Fixkosten wurde die Kollektion verkleinert, die Produktion gestrafft und man trennte sich von Kunden, die nicht gewinnbringend beliefert werden konnten. Hauptstandbein blieb die Veredelungskapazität, d. h. das Färben und Appretieren der in Portugal gewebten Futterstoffe und für die Lohnveredelung von Futterstoffen für Fremdfirmen. Sie konnte von rund 20 Millionen Meter im Geschäftsjahr 1996/97 auf 24 Millionen Meter im Jahr 1997/98 gesteigert werden.
Neben den Futterstoffen fertigte das Unternehmen Frowein auch immer noch Rohgewebe für Blusen oder Kleider, speziell mit feinen Crêpe-Qualitäten. Hier lag die Kapazität Mitte der neunziger Jahre bei etwa drei Millionen Metern pro Jahr. Die Menge sank jedoch über die Jahre stetig.
In Wuppertal waren jetzt noch etwa 120 Mitarbeiter beschäftigt.

#### Bandunternehmen Da Vinci Frowein Futura GmbH
Die Bandabteilung produzierte hochwertige, designorientierte, textile Deko- und Geschenkbänder. Ab den neunziger Jahren wurde die Bandabteilung als eigenständiges Unternehmen unter dem Namen „Da Vinci Frowein Futura GmbH“ weitergeführt. Das Froweinsche Bandunternehmen lief gut und 1995 zog die „Frowein Futura GmbH“ in neue Räume nach Gruiten/Haan. Auch hier war der Marktdruck hoch. Die Frowein Futura 2001 fusionierte mit dem in Velbert-Langenberg ansässigen Unternehmen „Artfleur Hoffmann GmbH“ als „Da Vinci Artfteur GmbH & Co. KG“. Frowein schied 2005 bei Da Vinci Artfleur wieder aus. 2009 musste Da Vinci Artfleur schließen.

#### Kooperation mit Balson-Hercules Group Ltd.
Ab 1999 arbeitete die Frowein-Gruppe mit der Balson Hercules Group Ltd. in New York zusammen. Dies galt vor allem für die Veredelung und den Vertrieb von Futterstoffen. Die Kooperation ermöglichte Frowein, die Lager- und Distributionskapazitäten von Balson-Hercules in Nordamerika und Mexiko zu nutzen.

#### Geschäftsführer Matthias Wierling
Nachdem sich Peter Frowein aus der Geschäftsführung zurückgezogen hatte, kam als Externer Matthias Wierling 2000 in die Geschäftsführung. Er brachte zuerst den EDV-Bereich des Unternehmens auf den neuesten Stand. So wurden die Prozesse mit SAP-Tools abgebildet und die Internetpräsenz wurde zur Kommunikation mit Zulieferern und Kunden aufgebaut. Die Plattform „E-Chain“ wurde 2002 auf der Veranstaltungsreihe „Join the Internet“ als beispielhafte Kooperationsform zwischen Gerry Weber und der Textilgruppe Frowein vorgestellt.

#### Futterstoffwebereien in China
Ab 2001 ließ Frowein in der chinesischen Spinnerei in Baoding, ca. 170 km südlich von Peking gelegen, sowie in einer Weberei in Suzhou, knapp 100 km westlich von Shanghai Viskose weben. Die in China gefertigte Rohware lag im Preis ca. 60 % unter der in Portugal gewebten, ein außerordentlicher Auftrieb für die Rentabilität des Unternehmens. Die chinesische Weberei löste in kurzer Zeit die Produktion in Portugal vollständig ab. Die Maschinen in Portugal, die seinerseits von Frowein angeschafft worden waren, wurden verkauft. Damit beendete das Unternehmen Frowein Anfang 2003 die Herstellung gewebter Stoffe in Europa.

### Devetex GmbH (ab 2004)
Die Frowein & Co. GmbH produzierte und färbte bis 2004 am Standort Friedrich-Ebert-Straße. Im September 2004 verkaufte Berthold Frowein ihre „Kundenbeziehungen“, d. h. sie stellte die Produktion ein. 120 Mitarbeiter verloren ihren Arbeitsplatz.
Die gesamten Futterstoff-Aktivitäten der Rheinischen Textilfabriken AG („Frowein“) wurde am 23. August 2004 von Delius-Verseidag (Futterstoffe) (DEVETEX) in Krefeld, Hersteller hochwertiger Futterstoffe und Oberstoffe, übernommen. Auf diesem Wege wurde DEVETEX zum europäischen Marktführer im Segment für hochwertige Futterstoffe, vornehmlich aus Viskose, für Damenoberbekleidung (DOB), Herren (HAKA)- und Knabenoberbekleidung und Corporate Fashion. Trotz oder vielleicht auch aufgrund dieser enormen Konsolidierung konnte die DEVETEX dem internationalen Druck nicht standhalten und musste 2010 Insolvenz anmelden. Ein Jahr später wurde das Unternehmen wieder aus der Insolvenz entlassen, nachdem die spanische Sedatex S.A zwei Drittel der Anteile übernommen hatte.
Zum 250-jährigen Jubiläum im Mai 2013 hat die Firma Frowein den Verein „Leben in Wuppertal e. V.“ ins Leben gerufen. Mit diesem Verein will Frowein & Co. die Arbeit verschiedener Institutionen unterstützen, die sich für hilfsbedürftige Kinder, Jugendliche und Senioren in Wuppertal und ganz Nordrhein-Westfalen (NRW) einsetzen.

### Frowein & Co. Beteiligungs AG
Heute ist Frowein weiterhin unternehmerisch tätig – jedoch mit völlig anderen Aufgaben als Holdinggesellschaft mehrerer anderer Familienunternehmen in Deutschland. Sie investiert seit 2005 als „Frowein & Co. Beteiligungs AG“ in mittelständische Familienunternehmen, um sie aufzubauen und fortzuführen. An der Frowein & Co. Beteiligungs AG ist neben Berthold Frowein auch Matthias Wierling beteiligt, der bereits Geschäftsführer im Textilunternehmen Frowein war. Er ist in der Geschäftsführung tätig.

### Umnutzung des Gebäudes und des Geländes
An der Uellendahler Straße 70–72 wurde am 26. Juni 1986 das Verwaltungsgebäude der Frowein & Co. unter Denkmalschutz unter der Nummer 797 gestellt.